# Sandi Patty
Pour les articles homonymes, voir Patty (homonymie).
Sandi Patty (née le 12 juillet 1956 à Oklahoma City), connue sous le surnom de The Voice,, est une chanteuse américaine de musique religieuse et de chants de Noël.

## Début
Patty est née dans une famille de musiciens. Ses parents jouaient de la musique pour une église. Elle interprète dès l’âge de deux ans dans son église la chanson Jesus Loves Me.  Avec ses frères et ses parents, elle fait partie du groupe The Ron Patty Family qui joue dans des églises à travers tout le pays. Elle étudie le chant à l’Université d'État de San Diego en Californie et à l’Université d’Anderson dans l’Indiana. Tout en étudiant, elle prête sa voix pour des jingles publicitaires ou comme voix d’accompagnement. Sa notoriété augmente dans les années 1970 où elle a son premier contact avec un autre chanteur de musique chrétienne du nom de Bill Gaither.

## Carrière
Patty enregistre son premier album indépendant (For My Friends) et celui-ci tombe dans les mains du label Singspiration records.  En 1979, elle signe sous ce label et sort son premier album professionnel du nom de Sandi's Song.
Elle remporte deux GMA Dove Awards en 1982 et elle fait ensuite du backup pour Bill Gaither et le Bill Gaither Trio.  Elle réalise une tournée nationale en 1984 qui la rend mieux connue du public. Elle fait des apparitions dans différents programmes de télévision dont le The Tonight Show.
Fin des années 1980 et début des années 1990, elle réalise en moyenne 200 concerts par an et dispose d’une équipe de 30 personnes pour gérer sa carrière. On dit alors d’elle qu’elle est l’artiste la mieux payée de l’industrie de la musique chrétienne. En 1992, elle divorce de John Helvering qui était un manager d’une entreprise dans le domaine de la musique Gospel. Cela a un impact négatif sur sa carrière car le public cible de la chanteuse ne voit pas le divorce d’un très bon œil.
Sa carrière continue ensuite doucement et elle réapparaît néanmoins dans différents concerts. Plus récemment, elle fait une apparition à la parade annuelle 2006 de Thanksgiving de New York. En avril 2007, elle sort l’enregistrement Falling Forward.
Depuis ses débuts, Patty a enregistré 25 albums vendus à plus de onze millions d’exemplaires. Elle a été récompensée de cinq Grammy Awards de quatre Billboard Music Awards, et de 39 Dove Awards. En 2004, elle fut mise en avant dans le Gospel Music Hall of Fame.

## Récompenses
- Gospel Music Hall of Fame : 2004
- 39 GMA Dove Awards: 1982 (x2), 1983 (x1), 1984 (x4), 1985 (x4), 1986 (x1), 1987 (x3), 1988 (x3), 1989 (x5), 1990 (x2), 1991 (x3), 1992 (x4), 1994 (x1), 1995 (x1), 1996 (x1), 1998 (x2), 1999 (x2)
- 5 Grammy Awards: 1984, 1986, 1987(x2), 1991
- 4 Billboard Music Awards
- 5 disques d’or (RIAA)
- 3 disques de platine (RIAA)

## Discographie
Liste des disques de la chanteuse
- 1978 - For My Friends
- 1979 - Sandi's Song
- 1981 - Love Overflowing
- 1982 - Lift Up the Lord
- 1983 - The Gift Goes On
- 1983 - Live: More Than Wonderful
- 1984 - Songs from the Heart
- 1985 - Hymns Just for You
- 1986 - Morning Like This
- 1988 - Make His Praise Glorious
- 1989 - The Finest Moments
- 1989 - Sandi Patty and The Friendship Company
- 1990 - Another Time, Another Place
- 1991 - The Friendship Company: Open for Business
- 1992 - Hallmark Christmas: Celebrate Christmas!
- 1993 - LeVoyage
- 1994 - Quiet Reflections (Compilation d’anciens titres)
- 1994 - Find It On the Wings
- 1996 - O Holy Night!
- 1996 - Hallmark Christmas: It's Christmas! Sandi Patty & Peabo Bryson
- 1996 - An American Songbook
- 1997 - Artist of My Soul
- 1998 - Libertad Me Das (En espagnol)
- 1999 - Together: Sandi Patty & Kathy Troccoli
- 2000 - These Days
- 2001 - All the Best...Live!
- 2003 - Take Hold of Christ
- 2004 - Hymns of Faith...Songs of Inspiration
- 2005 - Yuletide Joy
- 2005 - Duets
- 2006 - The Voice of Christmas (Compilation)
- 2007 - The Definitive Collection Presents: Sandi Patty
- 2007 - Falling Forward